# Czakó Kálmán (jogász)
Czakó Kálmán (Nagykáta, 1919. április 18. – Budapest, 1985. szeptember 15.) a Csemege Édesipari Gyár igazgatója, igazságügy-miniszter első helyettes, legfőbb ügyész (1953–1955).

## Életpályája
Két polgárit végzett. 1934–1938 között szövőgyári fonómunkás illetve kézbesítő volt. 1940–1944 között katonai szolgálatot teljesített. 1944-ben rövid ideig gyári munkás, a KÖZÉRT-ben kisegítő, majd csoportvezető volt. 1945-ben belépett a Magyar Kommunista Pártba, majd az MDP-be. 1948. novembertől a Belügyminisztériumban dolgozott; tiszti tanfolyamra járt, a személyzeti, majd az ellenőrzési osztály vezetőjévé nevezték ki. 1950 augusztusától, a Bírói és Ügyészi Akadémia elvégzése után az Igazságügy Minisztérium előadója, majd főelőadója volt. 1952. február 2-án az Igazságügy miniszter első helyettese lett. 1953. július 4.–1955. augusztus 4. között a Magyar Népköztársaság legfőbb ügyésze volt. Később az édesiparban volt jogász, majd vállalati igazgató.
Temetése a Farkasréti temetőben volt.